# Криптопротестантизм
Криптопротестантизм ( греч. κρυπτός kryptós — «скрытый») — религиозная практика протестантских христиан во время попыток рекатолизации, начавшихся в ходе конфессионализации.

## Обзор
В период Контрреформации, которая поддерживалась силой, часть протестантов, проживавших на территориях, ставших католическими, стремилась сохранить свою конфессию внутренне, сочетая ее с соответствующей практикой религиозного обряда, в то время как внешне они были вынуждены принять католичество. Поэтому люди внешне притворялись тем, что требовалось, а внутренне пытались сохранить свободу совести. В конечном итоге это было не более чем формой сопротивления части населения навязанной форме веры.
Значительное подпольное протестантство существовало, особенно в империи Габсбургов и во Франции после Фонтенблоского эдикта 1685 года и до Версальского эдикта Людовика XVI. в 1787 году.
Формы криптопротестантизма также существовали на православно-лютеранских территориях в форме криптокальвинизма, который там имеет уничижительное значение. Оно было направлено не только против католицизма, но и против лютеранской ортодоксальности.

## Тайный протестантизм в империи Габсбургов
В империи Габсбургов криптопротестантизм начался с Контрреформации и продолжился Эдиктом Иосифа о веротерпимости от 1781 года и протестантским патентом Франца Иосифа. Известным примером тайного места поклонения является церковь Хундскирхе Кройцен в Гайльтальских Альпах.
Религиозный философ Фридрих Хеер связывал криптопротестантизм с более поздним антиклерикальным немецким национализмом.
В XXI веке был учрежден Путь книги в память о контрабанде немецких Библий в Австрию.